# مبارز ابراهیموف
مبارز ابراهیموف (ترکی آذربایجانی: Mübariz Ağakərim oğlu İbrahimov) استوار نیروهای مسلح جمهوری آذربایجان بود. وی قهرمان ملی آذربایجان می‌باشد، که در نیمه شب ۱۹ ژوئن سال۲۰۱۰ وارد قره باغ آذربایجان ، شده و چندین تن از نظامیان ارتش ارمنستان را کشت.

## زندگی‌نامه
مبارز ابراهیموف در ۷ فوریه سال ۱۹۸۸، در روستای «علی‌آباد» شهرستان بیله‌سوار جمهوری آذربایجان تولد یافت. بعد از آنکه تحصیلات متوسطه خود را در سال ۲۰۰۵ به اتمام رسانید، بین سال‌های ۲۰۰۶ تا ۲۰۰۷ دوره خدمت سربازی را گذراند و آن را با درجه گروهبان به پایان رسانید. در سپتامبر ۲۰۰۹ بود، که وارد دوره آموزشی برای استواران شده و پس از آن به خدمت در واحدی از نیروهای مسلح جمهوری آذربایجان مستقر در نفتالان پرداخت.

## مرگ
در نیمه شب ۱۹ ژوئن سال ۲۰۱۰ بود، که مبارز ابراهیموف یک‌تنه از خط مقدم جبهه قره‌باغ کوهستانی عبور کرده و وارد قره‌باغ، سرزمین‌های اشغالی جمهوری آذربایجان، شد و با به دست آوردن اسلحه‌های ارتش ارمنستان و با استفاده از آن‌ها طی نبردی که ۵ ساعت به طول انجامید، تعداد از نظامیان ارمنی را کشت. در همان شب، او برای عبور به سمت نیروهای ارمنستان فاصله یک کیلومتری پر از مین را طی نمود.
به ادعای منابع جمهوری آذربایجان تعداد سربازانی که مبارز ابراهیموف کشت، را ۱۳۵ نظامی اعلام کرد، در حالی که ارمنستان ابتدا این موضوع را کاملاً تکذیب کرد. با اینکه بعد از مدتی دولت ارمنستان به‌طور رسمی وقوع درگیری در بامداد ۱۹ ژوئن را تأیید نمود، ولی از کشته شدن تنها ۸۹ سرباز خود خبر داد. بنابه بیانیه روابط عمومی وزارت دفاع جمهوری آذربایجان، مبارز ابراهیموف هنگامی که ساعات نزدیک به صبح همان روز قصد بازگشت به سوی مواضع ارتش آذربایجان داشت، در روستای «چایلی» شهرستان ترتر مورد اصابت گلوله نظامیان ارمنی قرار گرفت و جان باخت.
طرف ارمنستان که پیکر مبارز ابراهیموف پیش آن‌ها بود، به مدت ۱۴۱ روز از تحویل جنازه او خودداری می‌کرد. «تیمور عبدالله‌اف»، سخنگوی وزارت دفاع جمهوری آذربایجان در آن زمان اظهار داشت که «ارمنستان مکرراً ادعا کرده‌است که جنازه سرباز کشته‌شده در دست آنها نیست و آنها حتی دست به ارائه اطلاعات نادرست به سازمان‌های بین‌المللی زده‌اند." در تاریخ ۲ اوت، ارامنه عکس‌هایی از پیکر بی‌جان مبارز ابراهیموف را در فضای مجازی منتشر ساختند. در این راستا مقامات جمهوری آذربایجان از کمیته بین‌المللی صلیب سرخ خواستند تا برای بازگرداندن جسد مبارز ابراهیموف بین طرفین پادرمیانی کند.
سپس گارگین دوم، پاتریارک و جاثلیق کلیسای حواری ارمنی، سرژ سارگسیان، رئیس‌جمهوری وقت این کشور، را به تحویل جنازه این سرباز به جمهوری آذربایجان فراخواند که بین چهره‌های دینی و سیاسیون کشور ارمنستان جنجال‌آفرین شد. سرانجام پس از توافق حاصله بین رؤسای جمهوری دو کشور در آستراخان در اکتبر ۲۰۱۰، پیکر وی به آذربایجان بازگردانده شد. پیکر مبارز ابراهیموف در خیابان شهدای دوم باکو به خاک سپرده شد. مراسم وداع با پیکر مبارز ابراهیموف با حضور الهام علی‌اف، رئیس‌جمهور آذربایجان، در آموزشکده وزارت دفاع این کشور برگزار شد.

## میراث
الهام علی‌اف با امضاء فرمانی در ۲۲ ژوئیه سال ۲۰۱۰، بعد از مرگش از مبارز ابراهیموف با اعطاء لقب قهرمان ملی، بلندترین عنوان افتخاری در این کشور، تقدیر نمود.
یک مدرسه و یک خیابان در بیله‌سوار نام مبارز را به یدک می‌کشند. تفنگ دوم با کالیبر ۱۲٫۷ میلی‌متری از انواع تک‌تیراندازان «استقلال» تولید وزارت صنایع دفاع جمهوری آذربایجان که در سال ۲۰۰۸ طراحی شده‌است، به افتخار این رزمنده مبارز نامگذار شده‌است.
یک فیلم مستند نیز توسط قنیره پاشایوا، نماینده مجلس ملی جمهوری آذربایجان، دربارهٔ زندگی‌نامه مبارز ابراهیموف ساخته شده‌است. در ۱۵ ژوئن ۲۰۱۱، از مجسمه گرانیتی چهار متری مبارز ابراهیموف که با حمایت مالی بانک مرکزی جمهوری آذربایجان نصب شده بود، در مقابل مدرسه ای به نام وی رونمایی شد.
در همان سال، شرکت کشتیرانی «پالمالی» متعلق به مبارز منسیموف به یکی از کشتیهای خود نام مبارز ابراهیموف را نهاد.

## جایزه
- در سال ۲۰۱۱، مبارز ابراهیموف از سوی «گروه شرکت‌های آی‌ان‌اس» آذربایجان شخص سال اعلام شد.
- قهرمان ملی جمهوری آذربایجان (سال ۲۰۱۰)
- نشان ستاره طلایی (سال ۲۰۱۰)
- مدال طلا «فرزند وطن» (سال ۲۰۱۰)

## فیلم‌نامه
در سال ۲۰۱۰، «اعتبار محمدوف»، کارگردان آذربایجانی، فیلمی اختصاصی به مبارز ابراهیموف به اسم «مقام مقدس» ساخت.
در سریال تلویزیونی ترکیه موسوم به «ساکاریا فیرات» که در سال ۲۰۱۳ در شبکه تلویزیونی تی‌آرتی ۱ پخش می‌شد، بخش عظیمی به مبارز ابراهیموف اختصاص یافت.
فیلم «سیب طلا» که در سال ۲۰۱۴ در شبکه تلویزیونی تی‌آرتی ۱ اکران شد، قسمت بزرگی را به اقدامات مبارز ابراهیموف اختصاص داد.